# Palau Grassalkovich

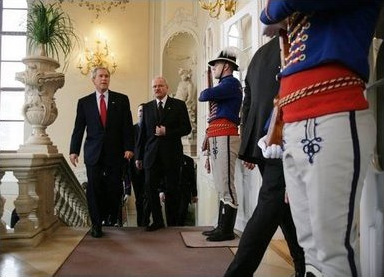
El President dels Estats Units, George W. Bush, i el president d'Eslovàquia, Ivan Gašparovič, al Palau Grassalkovich durant el Cim d'Eslovàquia de 2005.

El Palau Grassalkovich (en eslovac: Grasalkovičov palác) és un palau situat a Bratislava, Eslovàquia, i residència del President d'Eslovàquia. Està situat a la plaça Hodžovo námestie, prop del Palau d'Estiu de l'Arquebisbe.

## Història
És un palau d'estil rococó/barroc tardà amb un jardí francès. Va ser construït el 1760 per l'arquitecte Anton Mayerhofer per al Conde Antal Grassalkovich, un noble hongarès que era cap de la Càmera hongaresa (una espècie de ministeri d'economia del Regne d'Hongria). Té moltes habitacions i una escala impressionant. La capella està decorada amb frescs de Joseph von Pichler.
L'edifici es va convertir al centre de la vida musical barroca a Bratislava. Joseph Haydn va estrenar aquí algunes de les seves obres. El Conde Grassalkovich també va tenir la seva orquestra i el seu «col·lega», el Príncep Esterházy, solia «prestar-li» al seu director favorit, Haydn. Grassalkovich era el vassall de María Teresa, per la qual cosa el palau es va usar per a balls i festes de la cort dels Habsburg. Per exemple, va ser Haydn qui va dirigir l'orquestra de les noces de la filla de María Teresa i Alberto de Saxonia-Teschen, llavors governador del Regne d'Hongria. Es diu que Ľudovít Štúr va declarar per primera vegada el seu amor a Adela Ostrolúcka durant un ball organitzat per l'arxiduc Esteban Francisco Víctor, fill del Palatí, Josep. Els últims propietaris del palau abans del final d'Àustria-Hongria van ser l'arxiduc Frederic d'Àustria i la seva esposa Isabela de Croy-Dülmen.
Des de 1919 el palau va ser ocupat pel Comando Territorial Militar. Entre 1939 i 1945, el palau va ser adaptat per Emil Belluš i es va convertir a la seu del president de la Primera República Eslovaca (és a dir, Josef Tiso).Durant l'època comunista (després de 1945), va ser primer seu del Consell de Comissionats (també nomenat Cos de Plenipotenciaris), que era un gairebé-govern d'Eslovàquia dins de Txecoslovàquia. El 1950, l'edifici es va convertir a la "Casa Klement Gottwald de Pioners i Joves" (Dom pionierov a mládeži Klement Gottwald), un centre d'activitats per als nens de Bratislava, que llavors es deien pioners. Els nens van causar importants danys al palau, i la restauració necessària solament va ser possible després de la caiguda del comunisme el 1989 amb la Revolució de Vellut.
Després de la seva reconstrucció a mitjan dècada de 1990, el 30 de setembre de 1996 el palau es va convertir en la residència del President d'Eslovàquia. Els seus jardins són en l'actualitat un parc públic amb una estàtua del compositor bratislau Johann Nepomuk Hummel.

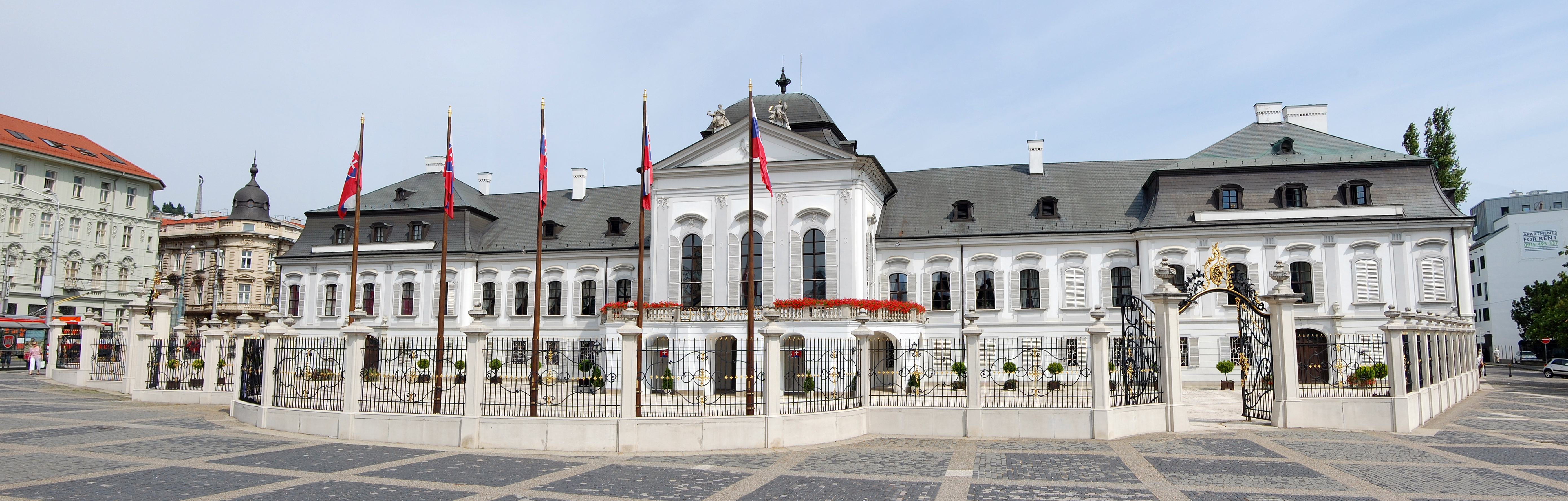
El Palau Grassalkovich.